# Archibald Sharp
Archibald Tertius Sharp (* 11. November 1889 in Hammersmith; † 26. Juni 1952 in Watford) war ein britischer Schwimmer.

## Karriere
Sharp nahm 1908 an den Olympischen Spielen in London teil. Dort musste er sich im Wettbewerb über 400 m Freistil im neunten Vorlauf dem Ungarn Henrik Hajós geschlagen geben.